# 八里镇 (海城市)
八里镇，是中华人民共和国辽宁省鞍山市海城市下辖的一个乡镇级行政单位。

## 行政区划
八里镇下辖以下地区：
东八里社区、西八里社区、钟家台社区、铧子峪社区、南腰村、八寨村、秀甲峪村、营城子村、罗家堡村、小新村、大新村、西甲村、东甲村、东二道村、王家坎村、拉古村、南二道村、范家峪村、华子峪村、里峪村和东三道村。